# Örebro SK
Örebro SK er en svensk fodboldklub fra Örebro, der spiller i den svenske række, Allsvenskan. Klubben har aldrig vundet det svenske mesterskab, men er blevet nr. 2 to gange, senest i 1994. I 2004 gik klubben konkurs og blev tvangsnedrykket til Superettan, men i 2006 lykkedes det igen at rykke op i Allsvenskan.

## Danske spillere
- Lars Larsen
- Kim Olsen

## Kendte spillere
- Mattias Jonson